# R Leonis
R Leonis é uma estrela gigante vermelha na constelação de Leão.
A magnitude aparente da R Leonis varia entre 4.31 e 11.65 com um período de 312 dias. No máximo pode ser visto a olho nu, enquanto que no mínimo um telescópio de 7 cm é necessário.